# Juan Gilabert Jofré

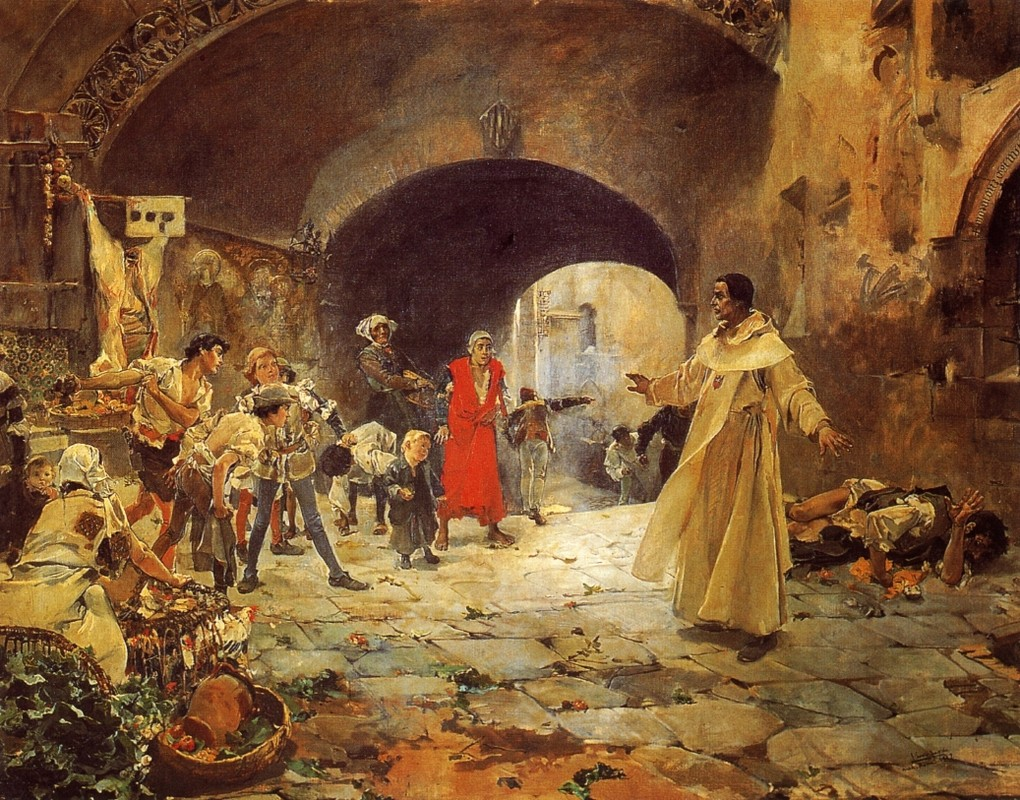
El padre Jofré defendiendo a un loco, por Joaquín Sorolla (1887)

Juan Gilabert Jofré, O. de M. (Valencia, 1350 - 1417), conocido como padre Jofré, fue un religioso español de la Orden de los mercedarios que dedicó su vida a la atención de los enfermos mentales. La Iglesia católica lo declaró Siervo de Dios.

## Biografía
Realizó múltiples misiones de rescate de cristianos cautivos de los musulmanes, como era propio de los frailes mercedarios, lo que les daba probablemente la ocasión de ver cómo se trataba a las personas que sufrían trastornos mentales en el mundo islámico. (La sociedad araboislámica de la península ibérica de la Edad Media destacaba por el cuidado asistencial al paciente psiquiátrico).
Pero fue a su regreso a Valencia, después de presenciar el maltrato que se le daba a un loco en la calle, cuando Jofré fundó un hospicio para enfermos mentales denominado de los Santos Mártires Inocentes, en el año 1409, con el objeto de recoger a los pobres dementes y expósitos, y fue aprobada por el papa Benedicto XIII y  el rey Martín I de Aragón. Este es el asilo mental más antiguo del mundo occidental y considerado el primer centro psiquiátrico del mundo con una organización terapéutica.
La capilla de dicho hospital se dedicó a la advocación mariana de Nuestra Señora de los Inocentes, popularizada posteriormente como Nuestra Señora de los Desamparados, actual patrona de Valencia.
Con esta fundación asistencial se empezó por primera vez en Europa a proporcionar a los enfermos mentales tratamiento médico hospitalizado y una residencia donde pudieran vivir acogidos. Dicho hospicio se convirtió en el actual Hospital General Universitario de Valencia.